# 坂口二郎
坂口 二郎（さかぐち じろう、1895年（明治28年）1月19日 - 1975年（昭和50年）6月16日）は、日本の実業家。ユニチカ初代社長。関西棋院理事長。

## 来歴・人物
揖野要太郎の四男として、島根県安濃郡大田町（現：大田市）に生まれる。
1918年（大正7年）神戸高等商業学校（現：神戸大学）、1920年東京高等商業学校（現：一橋大学）専攻部をそれぞれ卒業する。同年坂口製糸合資会社を前身とする日本製糸に入社する。翌年、坂口財閥の初代・坂口平兵衛に懇望されて長女の婿養子となり、1922年に常務に抜擢され、1926年には副社長に昇格した。社長は初代・平兵衛で二郎は事実上のトップだった。
1942年（昭和17年）、戦時下の企業統合で日本製糸は大日本紡績（現：ユニチカ）の子会社・日本レイヨンに吸収合併されると、常務に転じ、戦後の1946年、社長に昇格した。以来、1969年まで20年以上も社長を務め、日本レイヨンの発展に貢献した。なお、日本製糸を吸収合併した後の日本レイヨンでは、坂口家の持株比率はわずか0.8%にしか過ぎず、二郎の役員就任は彼自身の力量であったといわれている。
1969年（昭和44年）、日本レイヨンが親会社のニチボー（1964年大日本紡績から商号変更）と合併してユニチカが発足すると、初代社長に就任した。
1975年6月16日、死去。80歳没。7月2日に東本願寺難波別院で執り行われた社葬には、故人を悼んで多数の人々が参列した。
趣味は囲碁。
勲二等瑞宝章、正四位追贈。

## 家族・親族

### 坂口家

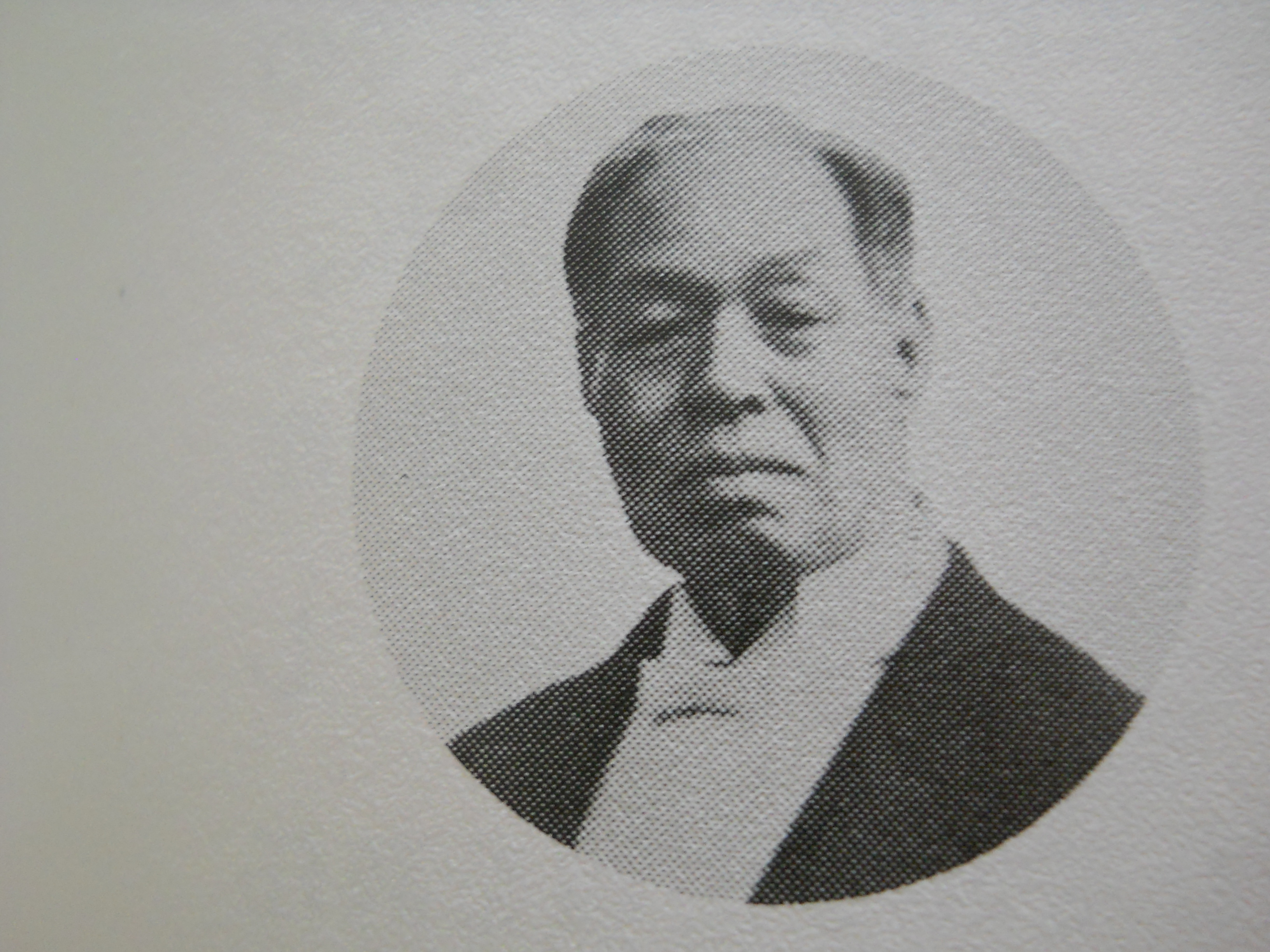
義父坂口平兵衛 (初代)

（鳥取県米子市尾高町・米子市角盤町、兵庫県芦屋市三条町）
- 妻・寿[2]（鳥取県平民[8]、鳥取県多額納税者[8]、大地主、実業家、政治家初代坂口平兵衛の女）
- 養子・丈夫[2]
- 長女・澄子（丈夫妻[2]）
- 二女・輝子[2]
- 四女・礼子[2]（元協和醗酵工業会長加藤辨三郎の長男・元協和醗酵工業社長加藤幹夫の妻）
- 五女・恵子[2]（元慶大名誉教授八代修次の妻）